# Бајашу (Валча)
Бајашу (рум. Băiașu) насеље је у Румунији у округу Валча у општини Перишани. Oпштина се налази на надморској висини од 502 m.

## Становништво
Према подацима из 2002. године у насељу је живело 239 становника, од којих су сви румунске националности.